# Put pentoza fosfata
Put pentoza fosfata (engl. Penthose phosphate pathway, PPP) je metabolički put kojim ćelije proizvode šećere sa pet atoma ugljenika (pentoze) i redukovani nikotinamid adenin dinukleotid fosfat (NADPH). Ovaj je metabolički put paralelan glikolizi i delomično s njom povezan. Kod većine organizama put pentoza fosfata se odvija u citoplazmi, jedino se kod biljaka odvija u plastidima.
Tok ovog metaboličkog puta može biti podeljen u dve faze: oksidativnu i neoksidativnu.
Najvažniji metabolički produkti puta pentoza fosfata su:
- redukorani koenzim NADPH. NADPH potom ulazi u različite procese biosinteze kao npr. masnih kiselina i holesterola,
- riboza-5-fosfat, koji ulazi u procese sinteze nukleotida,
- eritroza-4-fosfat, koji ulazi u proces sinteze aromatičnih aminokiselina.

Pentoze koje se unose putem hrane, kao rezultat razgradnje nukleinskih kiselina mogu biti metabolisane u putu pentoza fosfata.
Kod životinja se put pentoza fosfata odvija isključivo u citoplazmi. Organi u kojima je ovaj proces posebno aktivan su jetra, mlečna žlezda dojke, korteks nadbubrežne žlezde, jajnici i testisi. Proces je odsutan u mišićima. Put pentoza fosfata je jedan od najvažnijih načina sinteze molekula s redukujućim delovanjem i odgovoran je za 60% proizvodnje NADPH kod metabolizma čoveka.
NADPH u ćelijama ima ulogu inaktiviranja štetnog delovanja molekula koj izazivaju oksidativni stres. Enzim glutation reduktaza koristi NADPH kako bi redukovao oksidirani oblik glutationa (GSSG) u njegov redukovani oblik (GSH). Redukovani glutation se u daljim reakcijama koristi kao redukujući molekul koji pretvara potencijalno štetni vodonik peroksid u vodu. Ovaj je mehanizam posebno prisutan kod crvenih krvnih zrnaca (eritrocita) i njihov je jedini izvor NADPH.

## Oksidativna faza
U ovoj faza metaboličkog puta odvijaju tri reakcije pri kojima se jedan molekul glukoze-6-fosfata pretvara u ribulozu-5-fosfat. Tokom reakcije dva molekula + se redukuju u NADPH.
U sledećoj tabeli je sažet je tok enzimskih reakcija:
| Reaktanti                 | Produkti                    | Enzim                          | Opis reakcije |
| Glukoza-6-fosfat + +      | → 6-fosfoglukono-δ-lakton + | glukoza-6-fosfat dehidrogenaza | Dehidrogenacija. Hemiacetalna hidroksilna grupa smeštena na ugljeniku 1 glukoze 6-fosfat pretvara se u karbonilnu grupu, generirajući tako lakton. Pri tom se procesu stvara jedan molekul . |
| 6-fosfoglukono-δ-lakton + | → 6-fosfoglukonat + +       | 6-fosfoglukonolaktonaza        | Hidroliza |
| 6-fosfoglukonat + +       | → ribuloza 5-fosfat + + 2   | 6-fosfoglukonat dehidrogenaza  | Oksidativna dekarboksilacija. Tokom ove reakcije + se redukuje u još jedan molekul NADPH, i kao produkt nastaje ugljen dioksid (CO2) i ribuloza 5-fosfat.                                           |

Zbirna stehiometrijska jednačina oksidativne faze je:
Glukoza-6-fosfat + 2 + +  → ribuloza-5-fosfat + 2 

## Neoksidativna faza
U ovoj fazi puta pentoza fosfata, koja se sastoji od niza složenih reakcija, dolazi do konverzije ribuloze-6-fosfata u konačne produkte gliceraldehid-3-fosfat i fruktozu-6-fosfat. Ovi produkti potom ulaze u proces glikolize kao reaktanti. Sve enzimatske reakcije neoksidativne faze su reverzibilne i zavise od koncentracije različitih supstrata.
Prva je reakcija epimerizacija konačnog produkta oksidativne faze, šećera ribuloze-6-fosfata u ksilulozu-5-fosfat od strane enzima pentoza-5-fosfat epimeraze. Ribuloza-5-fosfat može ući i u reakciju izomerizacije preko enzima pentoza-5-fosfat izomeraze pri čemu nastaje riboza-5-fosfat. 
U sledećoj fazi ksiluloza-5-fosfat i riboza-5-fosfat ulaze u proces rekombiniranja dva atoma ugljenika od strane enzima transketolaze pri čemu nastaju sedoheptuloza-7-fosfat i gliceraldeid-3-fosfat. 
Ova dva produkta postaju supstrati sledeće reakcije rekombiniranja atoma ugljenika od strane enzima transaldolaze i kao produkt nastaju fruktoza-6-fosfat i eritroza-4-fosfat. Frukoza-6-fosfat može direktno da ide u proces glikolize kao supstrat, dok se eritroza-4-fosfat mora dodatno obraditi. Enzim transketolaza rekombinuje ugljenikove atome eritroze-4-fosfata s ksilulozom-5-fosfat dobijenom iz prve reakcije epimerizacije i kao produkti nastaju fruktoza-6-fosfat i gliceraldeid-3-fosfat. Oba novonastala produkta mogu ući u glikolizu kao supstrati.
Osim u proces glikolize, fruktoza-6-fosfat i gliceraldeid-3-fosfat mogu ući i u metabolički put glukoneogeneze ako organizam ima potrebu za sintezom glukoze. 
Na slici je prikazana skica neoksidativne faze puta pentoza fosfata:
Sve enzimatske reakcije neoksidativne faze puta pentoza fosfata sažete su u sledećoj tabeli:
| Reaktanti                                      | Produkti                                          | Enzim                         |
| ribuloza-5-fosfat                              | → riboza-5-fosfat                                 | ribuloza-5-fosfat isomeraza   |
| ribuloza-5-fosfat                              | → ksiluloza-5-fosfat                              | Ribuloza-5-fosfat 3-epimeraza |
| ksiluloza-5-fosfat + riboza-5-fosfat           | → gliceraldehid-3-fosfat + sedoheptuloza-7-fosfat | transketolaza                 |
| sedoheptuloza-7-fosfat + gliceraldeid-3-fosfat | → eritroza-4-fosfat + fruktoza-6-fosfat           | transaldolaza                 |
| ksluloza-5-fosfat + eritroza-4-fosfat          | → gliceraldehid-3-fosfat + fruktoza-6-fosfat      | transketolaza                 |

## Regulacija puta pentoza fosfata u tkivima
Ovaj je metabolički put izuzetno prilagodljiv potrebama ćelije za različitim supstratima zahvaljujući povratnosti enzimatskih reakcija. Reakcije će se odvijati u određenom smeru zavisno od koncentracije i potreba ATP, NADPH, riboze-5-fosfata, piruvata ili acetil-CoA u ćeliji.
Prvi enzim u nizu reakcija, glukoza-6-fosfat dehidrogenaza je najviše podložan regulaciji. Inhibiran je visokim koncentracijama NADPH u citoplazmi, pošto je to produkt reakcije. Odnos NADPH/NADP+ veći od 10 inhibira aktivnost enzima za više od 90%. Ostali inhibitori ovog enzima su ADP i AMP, dok ATP ima ulogu aktivatora.
Put pentoza fosfata je izuzetno snažno aktiviran u ćelijama masnog tkiva, gde postoji višak glukoze, koja se pretvara u masne kiseline i velika potreba za NADPH, koji ulazi u proces biosinteze masnih kiselina. Kao produkt osidativne faze puta pentoza fosfata nastaje NADPH, kojeg ćelija odmah koristi kao kofaktor, dok se riboza-5-fosfat do kraja transformiše u fruktozu-6-fosfat i gliceraldeid-3-fosfat koji ulaze u reakciju glikolize. Ćelije masnog tkiva nisu posebno aktivne u replikaciji, stoga nemaju posebnu potrebu akumuliranja riboze, pošto je sinteza nukleinskih kiselina minimalna. Glikoliza daje ćeliji acetil-CoA kao konačni produkt, koji je osnovni supstrat za sintezu masnih kiselina. U mišićnom su tkivu potrebe za NADPH vrlo male, dok su potrebe za glukozom-6-fosfatom velike, stoga će put pentoza fosfata biti neaktivan.
Ćelije koje se nalaze u fazi aktivne replikacije imaju velike potrebe za ribozom-5-fosfat kako bi moglo doći do sinteze nukleinskih kiselina. Kod tih stanica može doći do inverzije neoksidativne faze puta pentoza fosfata, pri čemu dolazi do formiranja riboze-5-fosfata počevši od gliceraldehida-3-fosfat i fruktoze-6-fosfata kao početnih supstrata.

## Spoljašnje veze
- Pentose+Phosphate+Pathway на 